# بيانهونجور
بيانهونجور هي مدينة، في منغوليا، تقع في محافظة بايانخونغور ، وهي عاصمتها، بلغ عدد سكانها 26,252 نسمة وذلك حسب إحصائيات سنة 2006، تبلغ مساحتها 64 كيلومتر مربع.

## المناخ
يظهر الجدول التالي التغييرات المناخية على مدار السنة لبيانهونجور:
| البيانات المناخية لـبيانهونجور     | البيانات المناخية لـبيانهونجور | البيانات المناخية لـبيانهونجور | البيانات المناخية لـبيانهونجور | البيانات المناخية لـبيانهونجور | البيانات المناخية لـبيانهونجور | البيانات المناخية لـبيانهونجور | البيانات المناخية لـبيانهونجور | البيانات المناخية لـبيانهونجور | البيانات المناخية لـبيانهونجور | البيانات المناخية لـبيانهونجور | البيانات المناخية لـبيانهونجور | البيانات المناخية لـبيانهونجور | البيانات المناخية لـبيانهونجور |
| الشهر                              | يناير                          | فبراير                         | مارس                           | أبريل                          | مايو                           | يونيو                          | يوليو                          | أغسطس                          | سبتمبر                         | أكتوبر                         | نوفمبر                         | ديسمبر                         | المعدل السنوي                  |
| ---------------------------------- | ------------------------------ | ------------------------------ | ------------------------------ | ------------------------------ | ------------------------------ | ------------------------------ | ------------------------------ | ------------------------------ | ------------------------------ | ------------------------------ | ------------------------------ | ------------------------------ | ------------------------------ |
| الدرجة القصوى °م (°ف)              | 1.9 (35.4)                     | 11.6 (52.9)                    | 16.4 (61.5)                    | 24.4 (75.9)                    | 28.3 (82.9)                    | 32.3 (90.1)                    | 34.4 (93.9)                    | 33.5 (92.3)                    | 28.6 (83.5)                    | 23.5 (74.3)                    | 13.6 (56.5)                    | 7.0 (44.6)                     | 34.4 (93.9)                    |
| متوسط درجة الحرارة الكبرى °م (°ف)  | −11.4 (11.5)                   | −7.2 (19.0)                    | −1.1 (30.0)                    | 8.9 (48.0)                     | 17.4 (63.3)                    | 22.1 (71.8)                    | 23.0 (73.4)                    | 21.5 (70.7)                    | 15.9 (60.6)                    | 7.6 (45.7)                     | −3.1 (26.4)                    | −9.5 (14.9)                    | 7.0 (44.6)                     |
| المتوسط اليومي °م (°ف)             | −18.3 (−0.9)                   | −16.2 (2.8)                    | −8.2 (17.2)                    | 0.9 (33.6)                     | 9.6 (49.3)                     | 15.0 (59.0)                    | 16.2 (61.2)                    | 14.5 (58.1)                    | 8.2 (46.8)                     | −0.1 (31.8)                    | −10.9 (12.4)                   | −17.0 (1.4)                    | −0.5 (31.1)                    |
| متوسط درجة الحرارة الصغرى °م (°ف)  | −23.7 (−10.7)                  | −22.4 (−8.3)                   | −14.8 (5.4)                    | −5.8 (21.6)                    | 2.0 (35.6)                     | 7.9 (46.2)                     | 10.1 (50.2)                    | 8.2 (46.8)                     | 2.1 (35.8)                     | −5.7 (21.7)                    | −16.1 (3.0)                    | −22.1 (−7.8)                   | −6.7 (20.0)                    |
| أدنى درجة حرارة °م (°ف)            | −38.1 (−36.6)                  | −38.8 (−37.8)                  | −31.5 (−24.7)                  | −23.1 (−9.6)                   | −15.0 (5.0)                    | −4.5 (23.9)                    | 1.6 (34.9)                     | −1.5 (29.3)                    | −11.2 (11.8)                   | −24.7 (−12.5)                  | −34.5 (−30.1)                  | −39.9 (−39.8)                  | −39.9 (−39.8)                  |
| الهطول مم (إنش)                    | 2.0 (0.08)                     | 2.8 (0.11)                     | 4.1 (0.16)                     | 8.6 (0.34)                     | 14.4 (0.57)                    | 33.3 (1.31)                    | 56.2 (2.21)                    | 48.2 (1.90)                    | 18.3 (0.72)                    | 7.0 (0.28)                     | 2.7 (0.11)                     | 1.8 (0.07)                     | 199.4 (7.86)                   |
| متوسط أيام هطول الأمطار (≥ 1.0 mm) | 0.7                            | 0.8                            | 1.1                            | 1.7                            | 2.3                            | 5.2                            | 8.0                            | 5.5                            | 2.7                            | 1.3                            | 0.8                            | 0.4                            | 30.5                           |
| ساعات سطوع الشمس الشهرية           | 260.5                          | 223.7                          | 271.5                          | 275.1                          | 320.1                          | 309.6                          | 308.8                          | 293.2                          | 280.8                          | 261.7                          | 220.6                          | 205.4                          | 3٬231                          |
| المصدر: NOAA (1962-1990)           |                                |                                |                                |                                |                                |                                |                                |                                |                                |                                |                                |                                |                                |